# Leyak

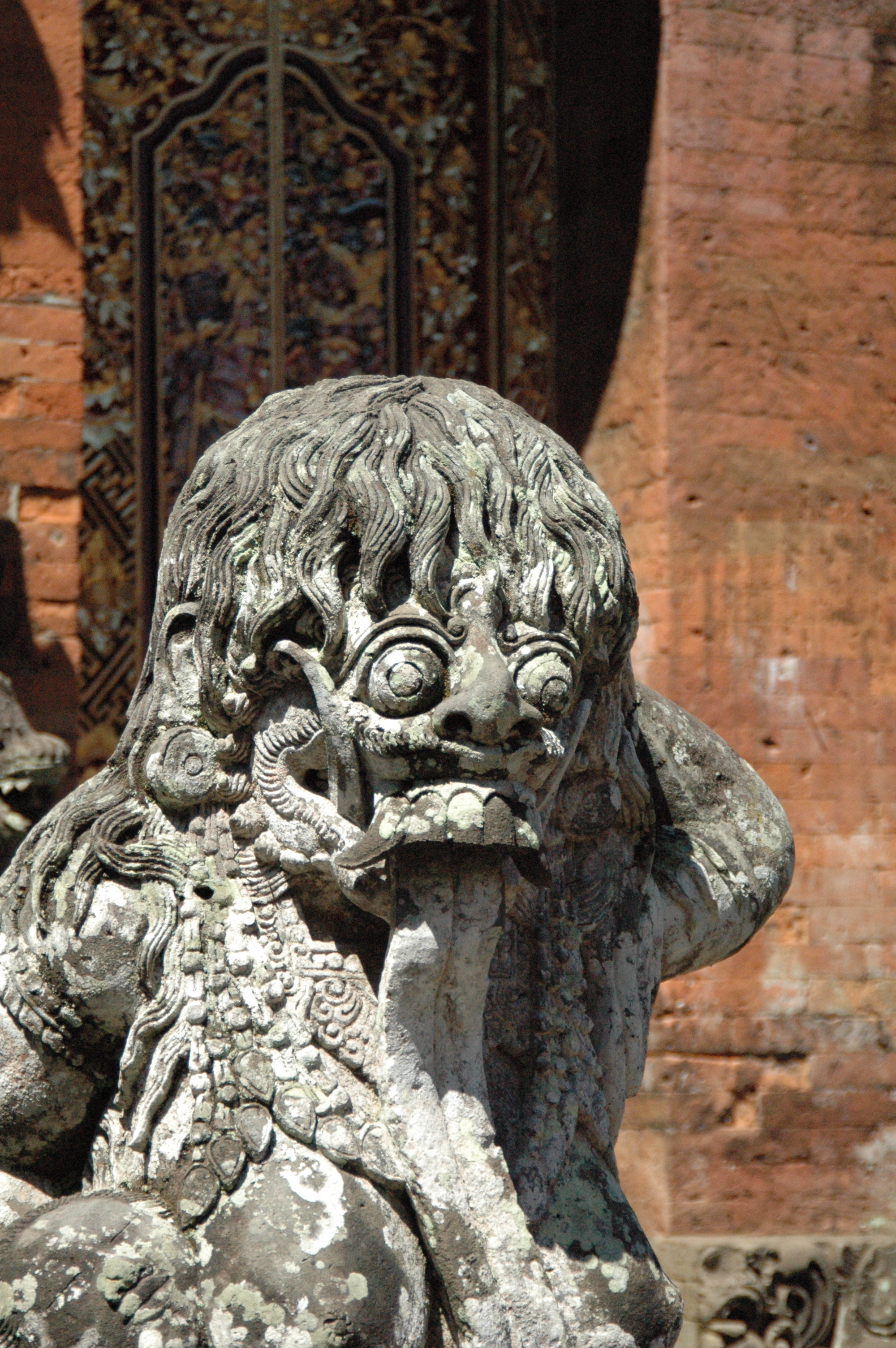
Estátua de Rangda, a personificação do mal no hinduísmo balinês, em um templo em Bali, Indonésia

O Leyak (em balinês: ᬮᬾᬬᬓ᭄, léak) é uma figura mitológica do folclore de Bali que possui a forma de uma cabeça que voa com vísceras (coração, pulmão, fígado, etc.). Leyak tem como presas favoritas mulheres grávidas, a fim de sugar o sangue de bebês ou de crianças recém-nascidas. Há três Leyaks lendários, duas fêmeas e um macho. Leyaks são seres humanos que praticaram magia negra e possuíam comportamento canibal. A sua amada é a "rainha do Leyak", uma bruxa-viúva chamada Rangda, que desempenha um papel proeminente em rituais públicos. A sua máscara é mantida no templo da morte da aldeia e durante os festivais no seu templo, ela é exibida em desfiles. Além dos Leyaks, demónios seriam também os seguidores de Rangda.

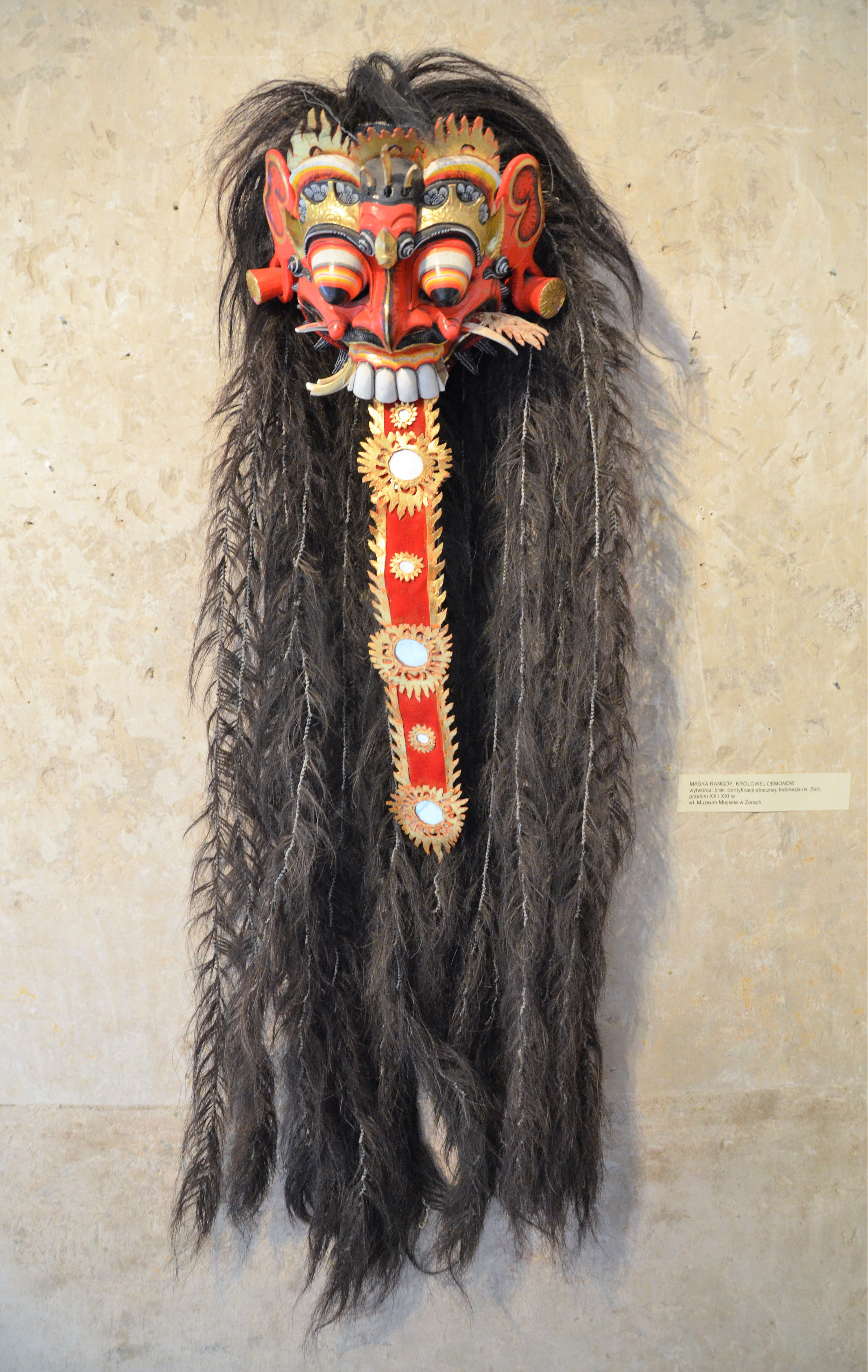
Uma máscara de madeira representando a cabeça de Rangda.

Leyak são famosos por assombrar cemitérios, estes alimentam-se de cadáveres, têm o poder de se transformar em animais, como porcos, e podem voar. Na sua forma normal, eles possuem uma língua invulgarmente longa e dentes grandes. Durante o dia eles parecem um ser humano comum, mas à noite a sua cabeça e as vísceras rompem-se do seu corpo. Estátuas de Leyak (uma cabeça com uma língua muito longa e dentes afiados) às vezes são penduradas em paredes como decoração interior.
Na prática, as pessoas balinesas, às vezes, atribuem determinada doença ou morte para Leyaks. O Balian (curandeiro balinês) costuma realizar uma sessão de feitiçaria para descobrir qual a causa da morte. Durante a sessão, o espírito do morto, direta ou indiretamente, aponta para sua/seu agressor(a). No entanto, a vingança por parentes da vítima ou a família é geralmente proibida, e as pessoas são aconselhadas a deixar qualquer ação para os próprios espíritos. Por isso, as suspeitas e os temores da família e parentes estão confirmados, mas a vingança sobre a bruxa é desencorajada pelos curadores.